# 奈半利川

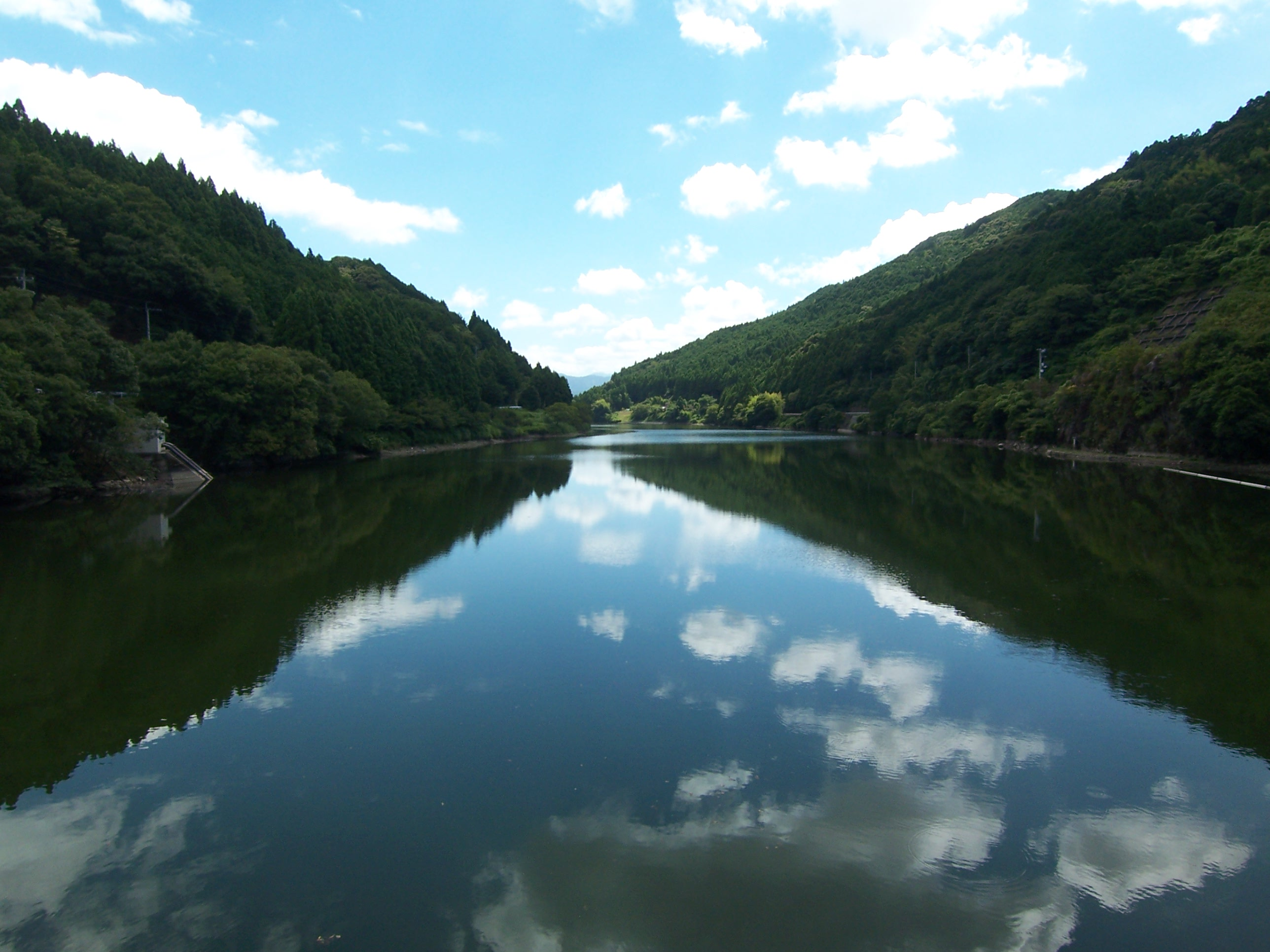
平鍋ダム ダム湖

奈半利川（なはりがわ）は、高知県安芸郡を流れる二級河川。

## 地理
高知県安芸郡馬路村の勘吉森(標高1423m)南斜面に源を発し、土佐湾に注ぐ長さ約60kmの川である。日本屈指の多雨地帯（年間降水量3000ミリ）を流れる川として、水資源開発、電源開発上注目され、高度経済成長期に魚梁瀬ダム、久木ダム（くきダム）、平鍋ダム（ひらなべダム）が建設された。
短い流程に3つもの発電用ダムがありながら水質が比較的良いのは、豊富な水量と豊かな森林の賜物である。ダム群の建設以前は、鮎が100匹単位で泳いでいたことも珍しくなかったというが、今ではもはや昔話になってしまった。

## 支流
上流から順に
- 西川
  - 西又谷
  - 東又谷
- 二の谷
- 一の谷
- 中川
  - 汗谷
  - 島の谷
- 谷山北谷
- 谷山南谷
- 東川
  - 小石川谷
  - 南亀谷
  - 北亀谷
- 月谷川
- 小川川
  - 蛇谷川
  - 矢筈谷川
- 西谷川
  - 宗ノ上川
- 野川川